# Bezdružice
Bezdružice (en allemand : Weseritz) est une ville du district de Tachov, dans la région de Plzeň, en République tchèque. Sa population s'élevait à 940 habitants en 2022.

## Géographie
Bezdružice se trouve à 27 km au nord-est de Tachov, à 35 km à l'ouest-nord-ouest de Plzeň et à 107 km à l'ouest-sud-ouest de Prague.
La commune est limitée par Teplá au nord, par Úterý et Ostrov u Bezdružic à l'est, par Konstantinovy Lázně et Kokašice au sud, et par Lestkov à l'ouest.

## Histoire
La première mention écrite de la localité date de 1227.

## Galerie

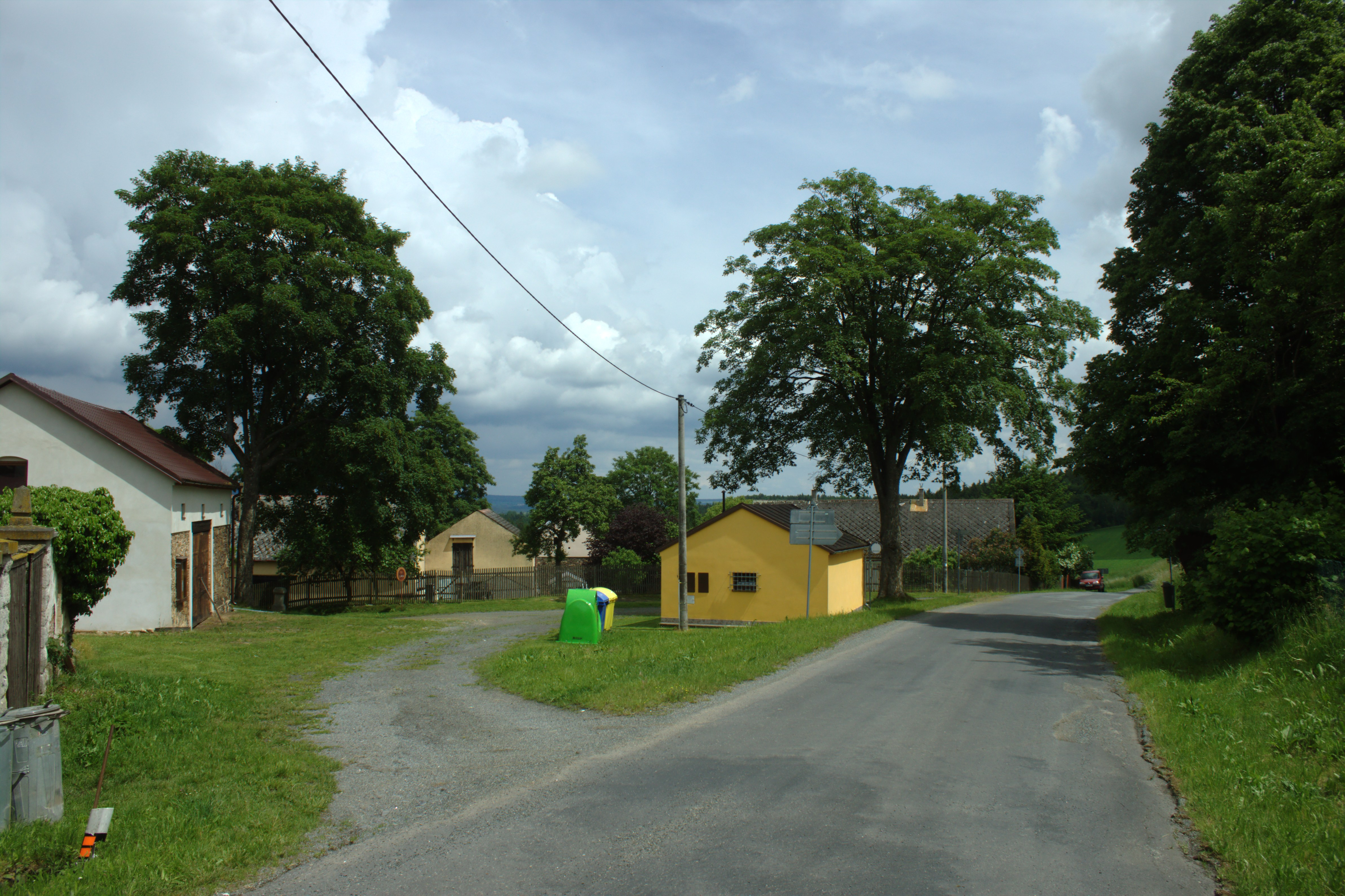
Hameau de Pačín.
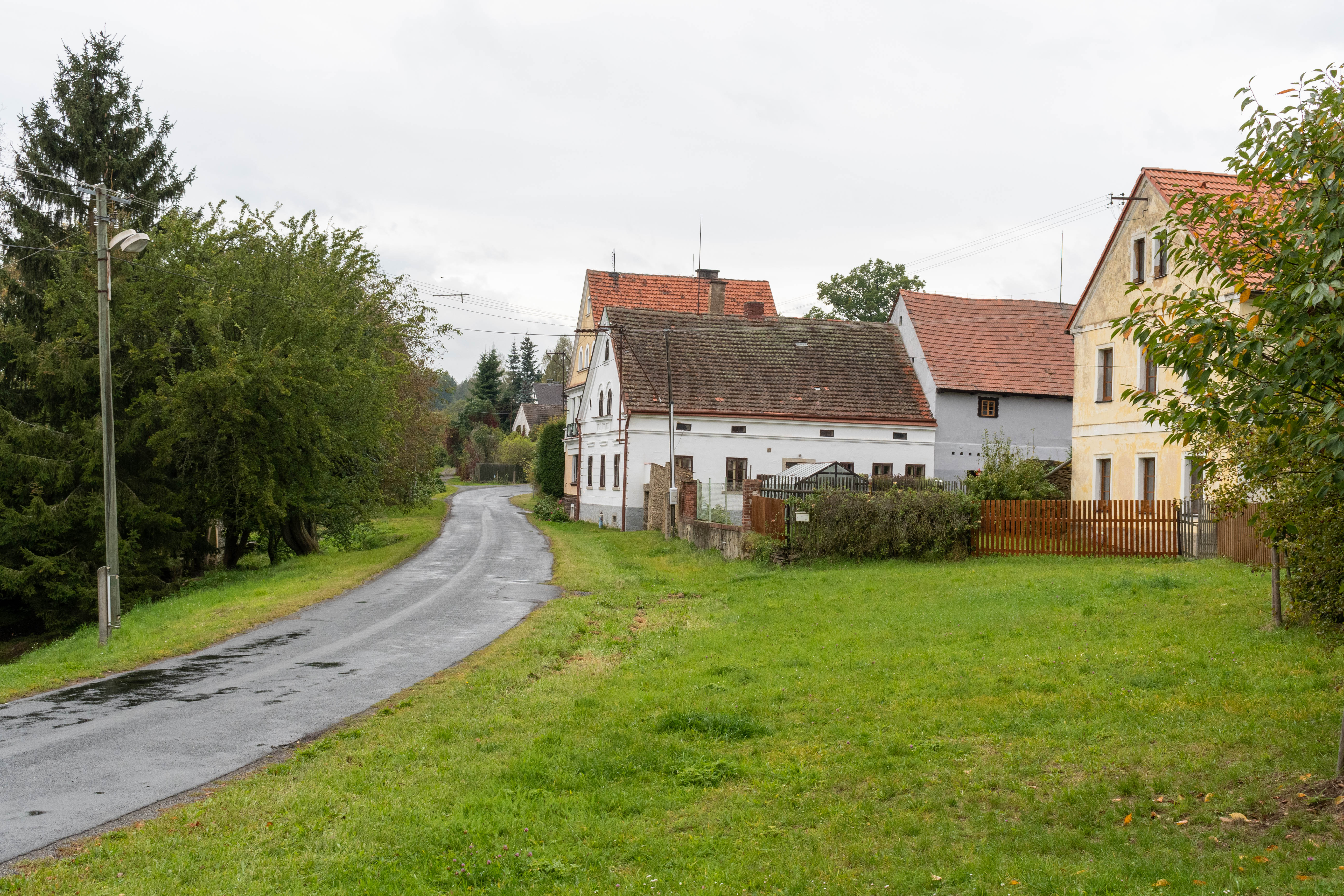
Hameau de Křivce.

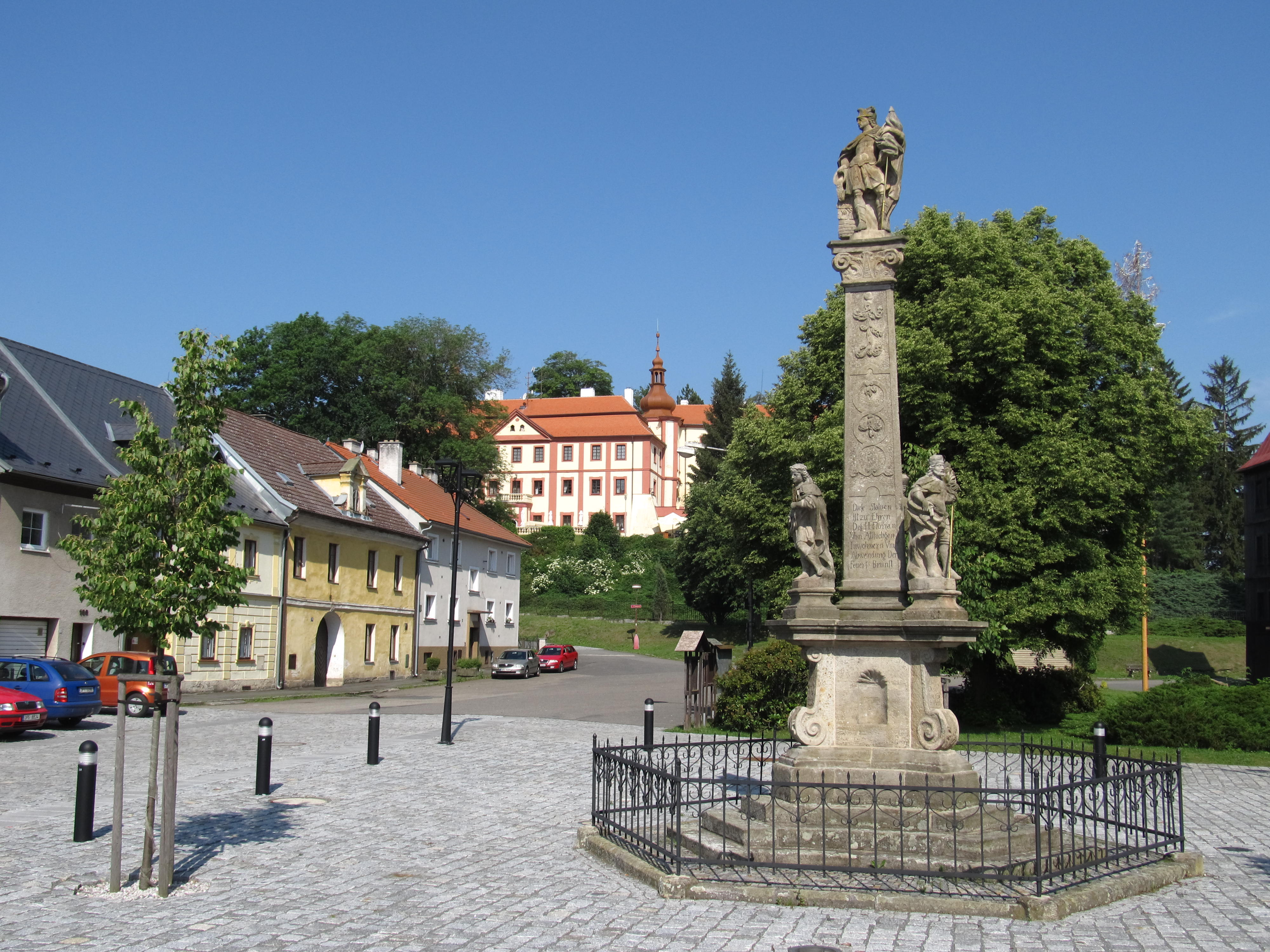
Place Kryštof Harant.
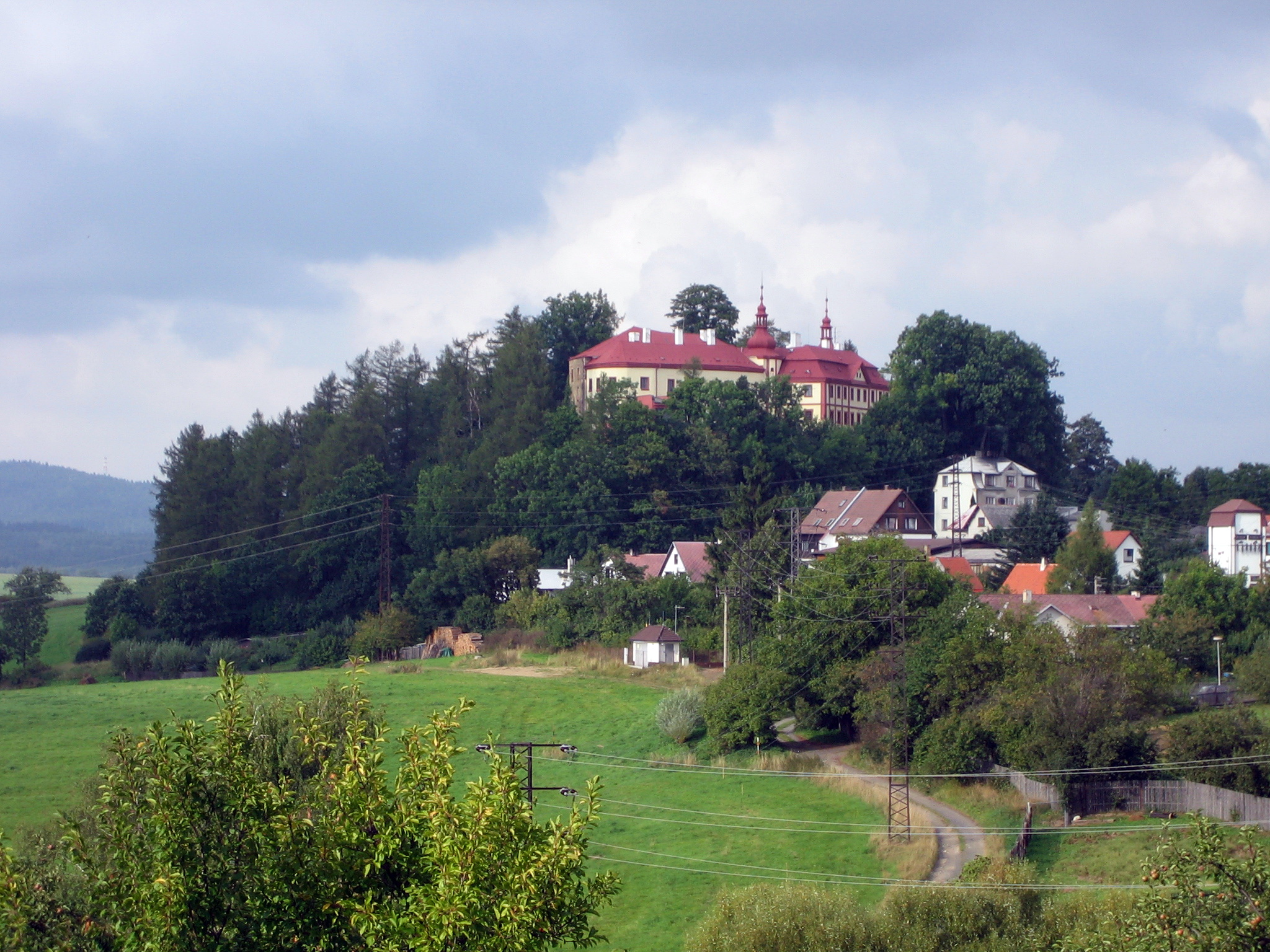
Château de Bezdružice.

## Administration
La commune se compose de neuf quartiers :
- Bezdružice
- Dolní Polžice
- Horní Polžice
- Kamýk
- Kohoutov
- Křivce
- Pačín
- Řešín
- Zhořec

## Transports
Par la route, Bezdružice se trouve à 22 km de Stříbro, à 37 km de Tachov, à 46 km de Plzeň et à 139 km de Prague. 

## Personnalités
- Louis Weinert-Wilton (de)